# Plaisance Park
Plaisance Park es una localidad de Trinidad y Tobago, que forma parte de la región de Couva-Tabaquite-Talparo.

## Geografía
La localidad abarca parte de la isla Trinidad y limita al norte y oeste con St. Margaret, al sur con Pointe-à-Pierre y al este con Macaulay.

## Demografía
Datos demográficos de la localidad de Plaisance Park:
| Gráfica de evolución demográfica de Plaisance Park entre 2000 y 2011 |
|                                                                      |